# Convention des Nations unies sur les contrats de vente internationale de marchandises
Pour les articles homonymes, voir Convention de Vienne.
La Convention des Nations unies sur les contrats de vente internationale de marchandises (CVIM) est un traité international proposant un droit international des contrats de vente, qui a été ratifiée par 89 pays qui représentent plus des trois-quarts des échanges internationaux. Cependant, le Royaume-Uni, l'Inde, le Nigeria et l'Afrique du Sud ne sont pas parmi les pays qui ont ratifié la Convention, préférant laisser le choix du droit applicable aux contrats internationaux. 
La Convention a été signée à Vienne le 11 avril 1980, dernier jour de la Conférence des Nations unies sur les contrats dans les ventes internationales de marchandises entamée le 10 mars 1980, et on l'appelle parfois Convention de Vienne. C'est un traité multilatéral, qui est entré en vigueur le 1er janvier 1988, après avoir été ratifié par 10 pays. À moins que cela soit expressément exclu dans une clause du contrat, la  Convention des Nations unies sur les contrats de vente internationale de marchandises a vocation à supplanter tout droit national lors d'un échange international de biens entre des parties dépendant d'États qui ont ratifié la Convention.

## Pays ayant ratifié la convention
La liste mise à jour des pays parties à la Convention est disponible sur le site web de la Commission des Nations unies pour le droit commercial international (CNUDCI).
Au 1er décembre 2023, 97 pays se trouvent partie à la convention. 
- Albanie : 13 mai 2009
- Argentine : 19 juillet 1983
- Arménie : 2 décembre 2008
- Australie : 17 mars 1988
- Autriche : 11 avril 1980
- Azerbaijan : 3 mai 2016
- Bahrain : 25 septembre 2013
- Belarus : 9 octobre 1989
- Belgique : 31 octobre 1996
- Benin : 29 juillet 2011
- Bosnia and Herzegovina : 12 janvier 1994
- Brésil : 4 mars 2013
- Bulgaria : 9 juillet 1990
- Burundi : 4 septembre 1998
- Cameroon : 11 octobre 2017
- Canada : 23 avril 1991
- Chile : 11 avril 1980
- Chine : 31 septembre 1981
- Colombie : 10 juillet 2001
- Congo : 11 juillet 2014
- Costa Rica : 12 juillet 2017
- Croatia : 8 juin 1998
- Cuba : 2 novembre 1994
- Chypre : 7 mars 2005
- Czech Republic : 30 septembre 1993
- Democratic People's Republic of Korea : 27 mars 2019
- Danemark : 26 mai 1981
- Dominican Republic : 7 juin 2010
- Ecuador : 27 janvier 1992
- Égypte : 6 décembre 1982
- El Salvador : 27 novembre 2006
- Estonie : 20 septembre 1993
- Fiji : 7 juin 2017
- Finlande : 26 mai 1981
- France : 27 août 1981
- Gabon : 15 décembre 2004
- Georgia : 16 août 1994
- Allemagne : 26 mai 1981
- East-Germany: 13 août 1981
- Greece : 12 janvier 1998
- Guatemala : 11 décembre 2019
- Guinée : 23 janvier 1991
- Guyana : 25 septembre 2014
- Honduras : 10 octobre 2022
- Hungary : 11 avril 1980
- Iceland : 10 mai 2001
- Iraq : 5 mars 1990
- Israel : 22 janvier 2002
- Italy : 30 septembre 1981
- Japon : 1er juillet 2008
- Kyrgyzstan : 11 mai 1999
- Latvia : 31 juillet 1997
- Laos : 24 septembre 2019
- Liban: 21 novembre 2008
- Lesotho : 18 juin 1981
- Liberia : 16 septembre 2005
- Liechtenstein : 30 avril 2019
- Lithuania : 18 janvier 1995
- Luxembourg : 30 janvier 1997
- Madagascar : 24 septembre 2014
- Mauritania : 20 août 1999
- Mexico : 29 décembre 1987
- Moldova : 13 octobre 1994
- Mongolia : 31 décembre 1997
- Montenegro : 23 octobre 2006
- Netherlands (European territory and Aruba) : 29 mai 1981
- New Zealand : 22 septembre 1994
- North Macedonia : 22 novembre 2006
- Norvège : 20 juillet 1988
- State of Palestine : 29 décembre 2017
- Paraguay : 13 janvier 2008
- Pérou : 25 mars 1999
- Pologne : 28 septembre 1981
- Portugal : 23 septembre 2020
- Republic of Korea : 17 février 2004
- Roumanie : 22 mai 1991
- Russian Federation : 16 août 1990
- Saint Vincent and the Grenadines : 12 septembre 2000
- Saint-Marin : 22 février 2012
- Saudi Arabia : 3 août 2023
- Serbia : 12 mars 2001
- Singapour : 16 février 1995
- Slovakia : 28 mai 1993
- Slovenia : 7 janvier 1994
- Espagne :24 juillet 1990
- Sweden: 26 mai 1981
- Suisse : 21 février 1990
- Syrian Arab Republic : 19 octobre 1982
- Turquie : 7 juillet 2010
- Turkmenistan : 4 mai 2022
- Uganda : 12 février 1992
- Ukraine : 3 janvier 1990
- United States of America : 31 août 1981
- Uruguay : 25 janvier 1999
- Uzbekistan: 27 novembre 1996
- Vietnam : 18 décembre 2015
- Zambia : 6 juin 1986

## Champ d'application matériel de la Convention
« Article 1: La présente Convention s’applique aux contrats de vente de marchandises entre des parties ayant leur établissement dans des États différents:
a) Lorsque ces États sont des États contractants; ou
b) Lorsque les règles du droit international privé mènent à
l’application de la loi d’un État contractant. »

— Article premier de la Convention des Nations Unies sur les contrats de vente internationale
de marchandises

« Article 2:
La présente Convention ne régit pas les ventes:
a) de marchandises achetées pour un usage personnel, familial ou
domestique, à moins que le vendeur, à un moment quelconque avant la
conclusion ou lors de la conclusion du contrat, n’ait pas su et n’ait pas été
censé savoir que ces marchandises étaient achetées pour un tel usage;
b) aux enchères;
c) sur saisie ou de quelque autre manière par autorité de justice;
d) de valeurs mobilières, effets de commerce et monnaies;
e) de navires, bateaux, aéroglisseurs et aéronefs;
f) d’électricité. »

— Article deux de la Convention des Nations Unies sur les contrats de vente internationale
de marchandises

« Article 3:
1) Sont réputés ventes les contrats de fourniture de marchandises à
fabriquer ou à produire, à moins que la partie qui commande celles-ci n’ait
à fournir une part essentielle des éléments matériels nécessaires à cette
fabrication ou production.
2) La présente Convention ne s’applique pas aux contrats dans lesquels
la part prépondérante de l’obligation de la partie qui fournit les marchandises
consiste en une fourniture de main-d’œuvre ou d’autres services. »

— Article trois de la Convention des Nations Unies sur les contrats de vente internationale
de marchandises

« Article 4:
La présente Convention régit exclusivement la formation du contrat de
vente et les droits et obligations qu’un tel contrat fait naître entre le vendeur
et l’acheteur. En particulier, sauf disposition contraire expresse de la présente
Convention, celle-ci ne concerne pas:
I. Convention des Nations Unies sur les contrats de vente internationale de marchandises 3
a) La validité du contrat ni celle d’aucune de ses clauses non plus
que celle des usages;
b) Les effets que le contrat peut avoir sur la propriété des marchan-
dises vendues. »

— Article quatre de la Convention des Nations Unies sur les contrats de vente internationale
de marchandises

« Article 5:
La présente Convention ne s’applique pas à la responsabilité du vendeur
pour décès ou lésions corporelles causés à quiconque par les marchandises. »

— Article cinq de la Convention des Nations Unies sur les contrats de vente internationale
de marchandises

« Article 6:
Les parties peuvent exclure l’application de la présente Convention ou,
sous réserve des dispositions de l’article 12, déroger à l’une quelconque de
ses dispositions ou en modifier les effets. »

— Article six de la Convention des Nations Unies sur les contrats de vente internationale
de marchandises